# Kondopoga
Kondopoga (russisch Кондопога, karelisch Kondupohju, finnisch Kontupohja) ist eine Stadt in der Republik Karelien (Russland) mit 32.987 Einwohnern (Stand 14. Oktober 2010).

## Geografie
Die Stadt liegt etwa 50 km nördlich der Republikhauptstadt Petrosawodsk zwischen der Kondopogabucht des Onegasees und dem höher gelegenen See Nigosero. Die Seen sind auf dem Stadtgebiet durch einen Kanal verbunden, an welchem seit 1923 ein kleines Wasserkraftwerk betrieben wird.
Kondopoga ist Verwaltungszentrum des gleichnamigen Rajons.
Die Stadt liegt an der 1917 eröffneten Murmanbahn, einer heute zur Oktoberbahn der RZD gehörenden Eisenbahnstrecke von Sankt Petersburg nach Murmansk (Streckenkilometer 456).

## Geschichte

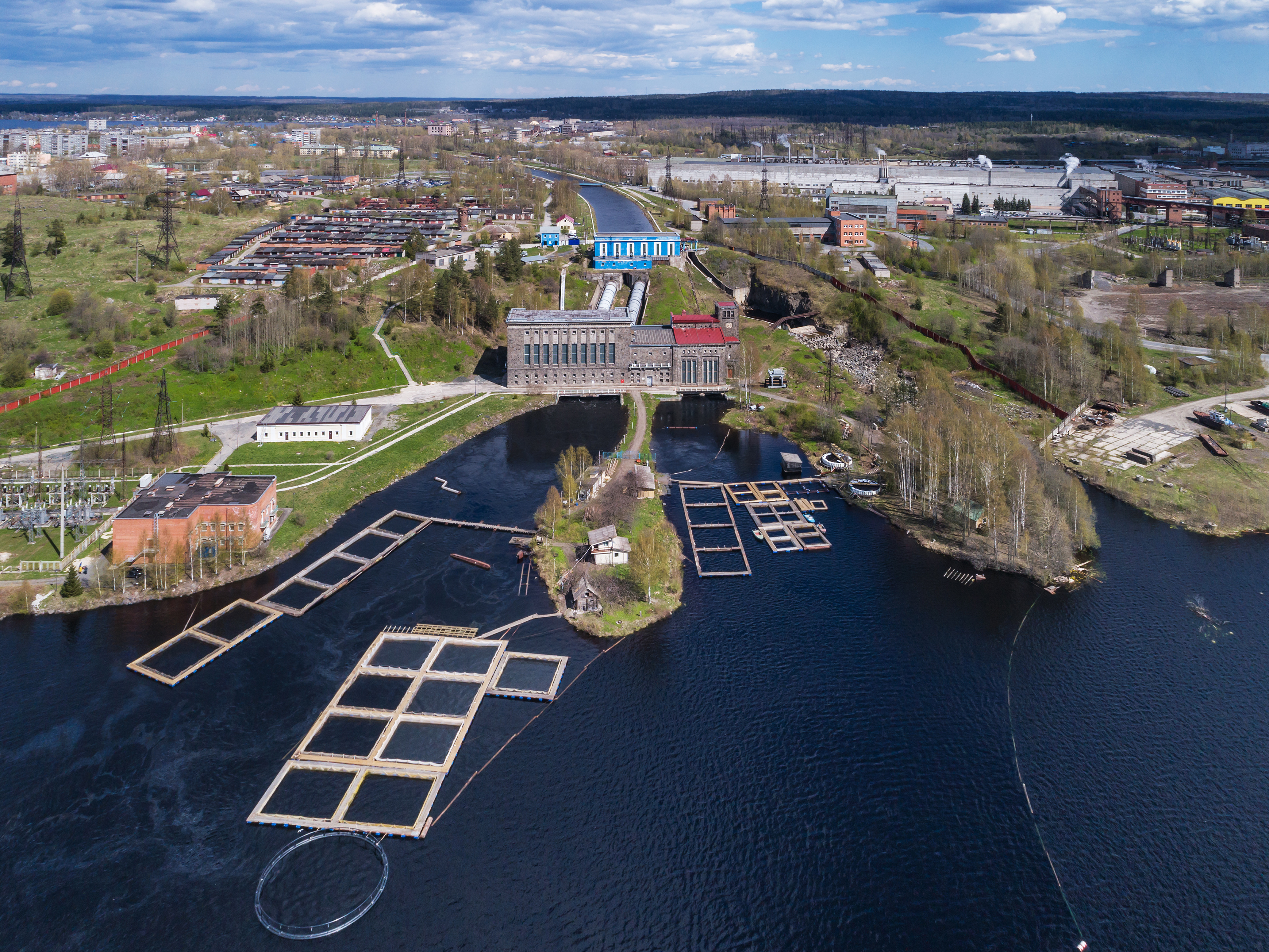
Wasserkraftwerk und Fischfarm

Ein Dorf Kondopoga wurde erstmals 1563 (nach anderen Angaben 1495) urkundlich erwähnt. In der Mitte des 18. Jahrhunderts wurde in der Nähe, beim Dorf Tiwdija, eine Marmorlagerstätte entdeckt. Mit diesem Marmor wurden in Folge viele der Sankt Petersburger Bauwerke verkleidet.
Zu einem wirtschaftlichen Aufschwung kam es mit dem Bau der Murmanbahn 1915–1917 sowie der Errichtung des Wasserkraftwerkes und einer Papierfabrik 1923. 1938 erhielt der Ort bei gleichzeitiger Eingemeindung mehrerer umliegender Dörfer das Stadtrecht.
Im Zweiten Weltkrieg wurde Kondopoga am 3. November 1941 von finnischen Truppen besetzt und am 28. Juni 1944 von Truppen der Karelischen Front der Roten Armee im Rahmen der Swir-Petrosawodsker Operation zurückerobert.
Anfang September 2006 kam es in Kondopoga zu schweren ethnischen Konflikten zwischen russischen und aus dem Kaukasusgebiet zugewanderten Einwohnern, hauptsächlich Tschetschenen.

### Bevölkerungsentwicklung
| Jahr | Einwohner |
| ---- | --------- |
| 1892 | 00.600    |
| 1939 | 13.374    |
| 1959 | 16.060    |
| 1970 | 27.908    |
| 1979 | 35.198    |
| 1989 | 36.365    |
| 2002 | 34.863    |
| 2010 | 32.987    |

Anmerkung: ab 1939 Volkszählungsdaten

## Kultur und Sehenswürdigkeiten

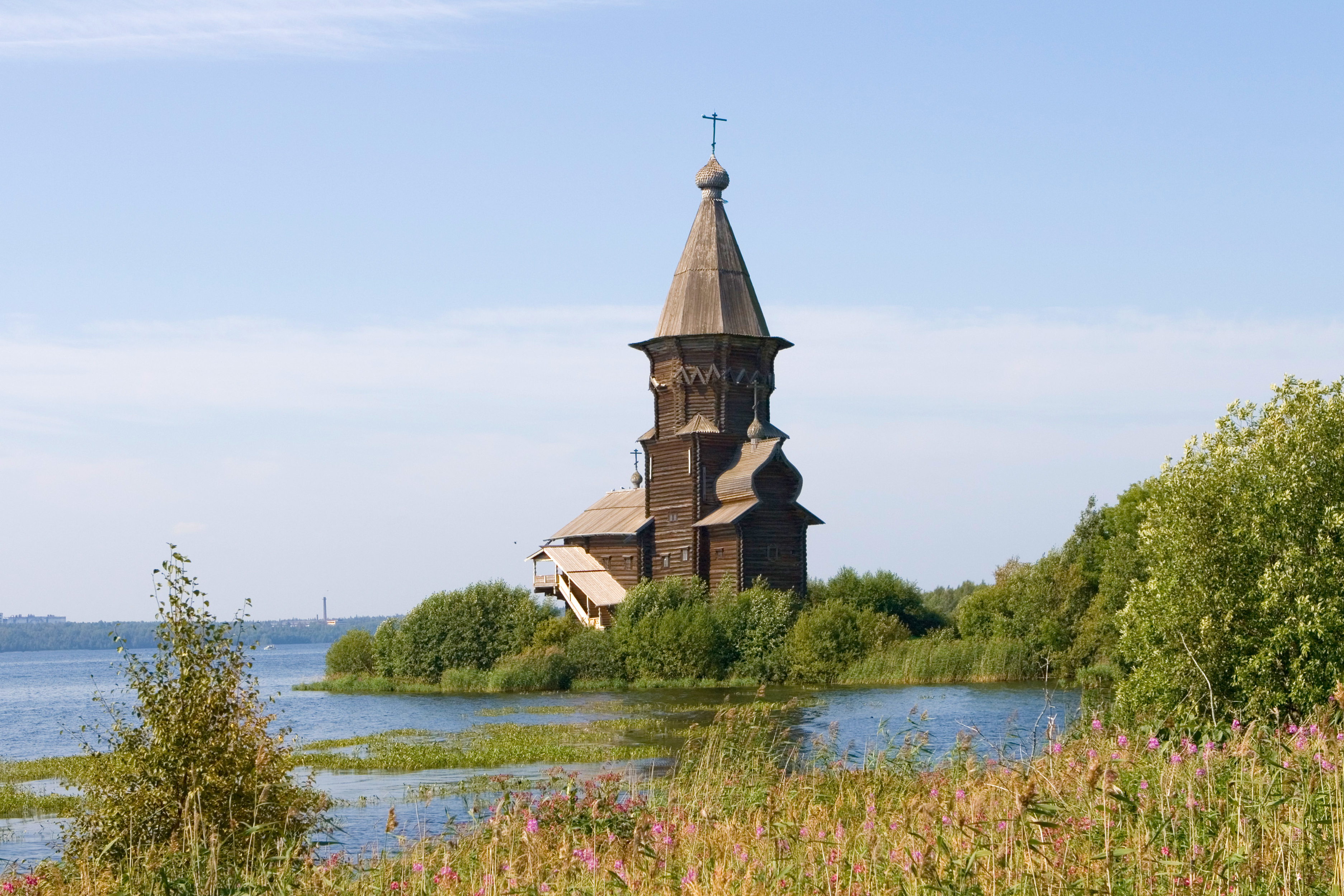
Die hölzerne Mariä-Himmelfahrts-Kirche in Kondopoga, errichtet 1774, abgebrannt 2018

Die 42 Meter hohe Mariä-Himmelfahrts-Kirche (Успенская церковь/Uspenskaja zerkow) von 1774 war ein bedeutendes Denkmal der nordrussischen Holzarchitektur. Am 10. August 2018 wurde sie durch einen Brand vollständig zerstört.
Kondopoga besitzt ein Heimatmuseum.
Der nahe gelegene Wasserfall Kiwatsch im gleichnamigen Naturschutzgebiet gehört zu den höchsten Flachlandwasserfällen (11 Meter) Russlands. Unweit der Stadt liegt auch der Kurort Marzialnyje Wody.

## Persönlichkeiten
- Wladimir Stepanow (* 1927), sowjetischer Politiker und Diplomat
- Marat Tarassow (* 1930), Dichter und Übersetzer
- Viola Malmi (1932–2010), Choreographin
- Larissa Lasutina (* 1965), dreifache Olympiasiegerin im Skilanglauf
- Natalia Dittrich (* 1973), Musikerin und Filmkomponistin
- Jewgenija Medwedewa-Arbusowa (* 1976), Skilangläuferin
- Juri Gorschkow (* 1999), Fußballspieler

## Wirtschaft
Bedeutendstes Unternehmen der Stadt ist die Papierfabrik der Kondopoga AG (früher Kondogaer Zellulose- und Papierkombinat), die bis zu einem Drittel des russischen Zeitungspapiers herstellt. Daneben gibt es Holzverarbeitung und Baumaterialienwirtschaft.